# Brocton (Nowy Jork)
Brocton – wieś w Stanach Zjednoczonych, w stanie Nowy Jork, w hrabstwie Chautauqua.